# Naoyuki Fujita
Naoyuki Fujita (藤田 直之, Fujita Naoyuki, Fukuoka, 22 juni 1987) is een Japans voetballer die als middenvelder speelt bij Cerezo Osaka.

## Statistieken
| Japans voetbalelftal | Japans voetbalelftal | Japans voetbalelftal |
| Jaar                 | Wed.                 | Dlp.                 |
| -------------------- | -------------------- | -------------------- |
| 2015                 | 1                    | 0                    |
| Totaal               | 1                    | 0                    |